# Người Wales
Người Wales (tiếng Wales: Cymry) là dân tộc bản địa tại Wales. Tiếng Wales, một ngôn ngữ thuộc nhóm ngôn ngữ Celt hải đảo, từng được nói trên khắp Wales. Trước thế kỷ 20, phần lớn người Wales chỉ nói tiếng Wales, với rất ít người biết tiếng Anh. Dù tiếng Wales hiện vẫn là ngôn ngữ chính tại một số vùng, đặc biệt tại miền bắc và tây, song tiếng Anh giờ đã là ngôn ngữ chiếm ưu thế trên hầu khắp đất nước. Tuy nhiên, nhiều người Wales, dù sống ở vùng nói tiếng Anh, vẫn thông thạo hoặc bán thông thạo tiếng Wales, và có khả năng nói và hiểu ở mức trò chuyện.
Dù người Wales và tổ tiên họ đã sống ở đây từ lâu trước khi những cuộc xâm lược của La Mã diễn ra, John Davies cho rằng "dân tộc tính [người] Wales" hình thành vào thế kỷ 4 hoặc 5, sau khi người La Mã rời đi. Wales là một quốc gia cấu thành của Vương quốc Liên hiệp Anh và Bắc Ireland; đa số người sống tại Wales là công dân Anh.
Một nghiên cứu về họ người Wales được tổ chức bởi Chính phủ Wales cho thấy rằng 718.000 người, hay gần 35% dân số Wales, mang họ có nguồn gốc Wales (so với 5,3% ở phần còn lại của Vương quốc Liên hiệp, 4,7% ở New Zealand, 4,1% ở Australia, và 3,8% ở Hoa Kỳ). Ước tính 16,3 triệu người trên toàn cầu ít nhiều có một phần tổ tiên Wales. Hơn 300.000 người Wales sống tại Luân Đôn.